# Kugelgasbehälter

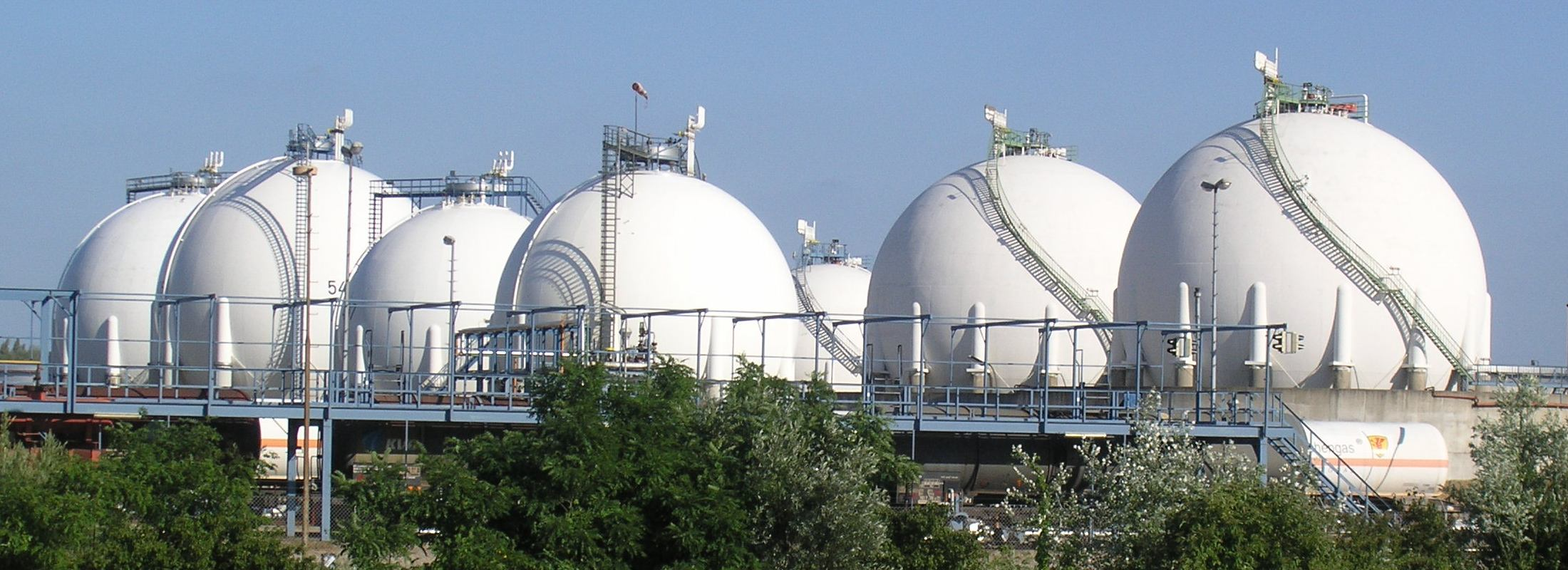
Kugelgasbehälter in der Erdölraffinerie MiRO in Karlsruhe

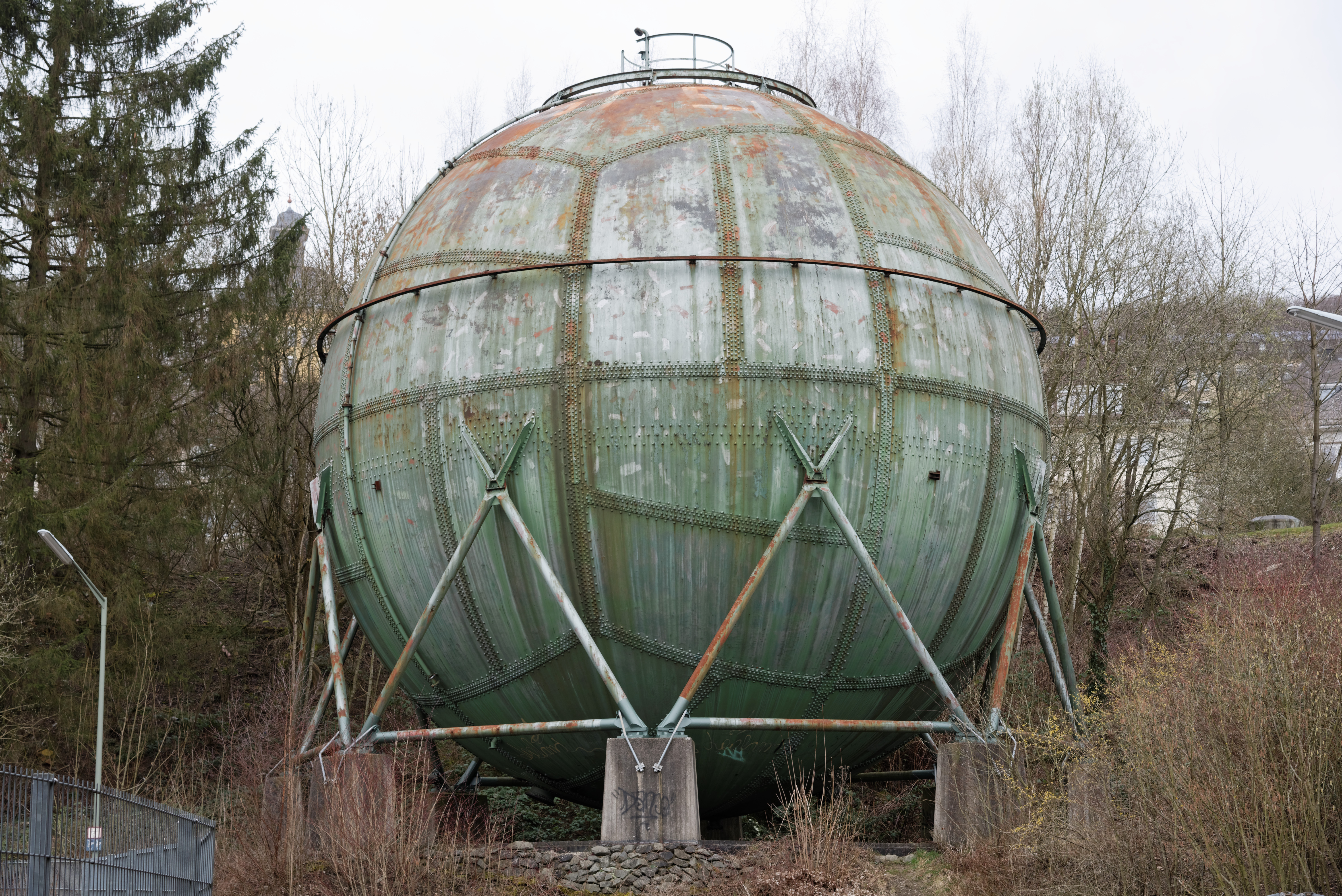
Denkmalgeschützter genieteter Kugelgasbehälter in Siegen (1934)

Kugelgasbehälter sind Druckbehälter aus Stahl zur Speicherung von Erdgas, Bio- oder Flüssiggas. Sie haben meist Durchmesser von 20 m bis 45 m bei Wanddicken um 30 mm. Durch einen Betriebsdruck von 5 bar bis 10 bar können sie mehr Gas speichern als die früheren Gasbehälter („Gasometer“); mit dickerer Wandung sind bis zu 20 bar möglich. Ein Beispiel für einen Kugelgasbehälter ist der Kugelgasbehälter in Wuppertal.
Die Kugelform hat mehrere Vorteile. Verglichen mit allen anderen geometrischen Körpern hat die Kugel bei gleichem Volumen die kleinste Oberfläche. Der Materialaufwand ist für kugelförmige Behälter daher am kleinsten. Außerdem verteilen sich Spannungen aus der Druckdifferenz zwischen Innenraum und Umgebung gleichmäßig in der Behälterwand, was relativ geringe Wanddicken erlaubt. Thermische Einflüsse durch Sonneneinstrahlung sind wegen der nahezu gleichen Einstrahlungsfläche weniger vom Sonnenstand abhängig. Nachteilig ist die aufwendige Fertigung der mehrfach gekrümmten Behälterelemente, beispielsweise gegenüber Röhrenspeichern.
Der erste Kugelgasspeicher wurde 1931/32 in Bielefeld-Gadderbaum gebaut, die zwei weltweit größten mit je 50.000 m³ Inhalt 1953/54 von MAN für das damalige Gaswerk Ludwigshafen. In größerer Zahl entstanden Kugelspeicher in den 1960er-Jahren, als die Umstellungen von Stadt- auf Erdgas und auf Hochdrucknetze begannen.

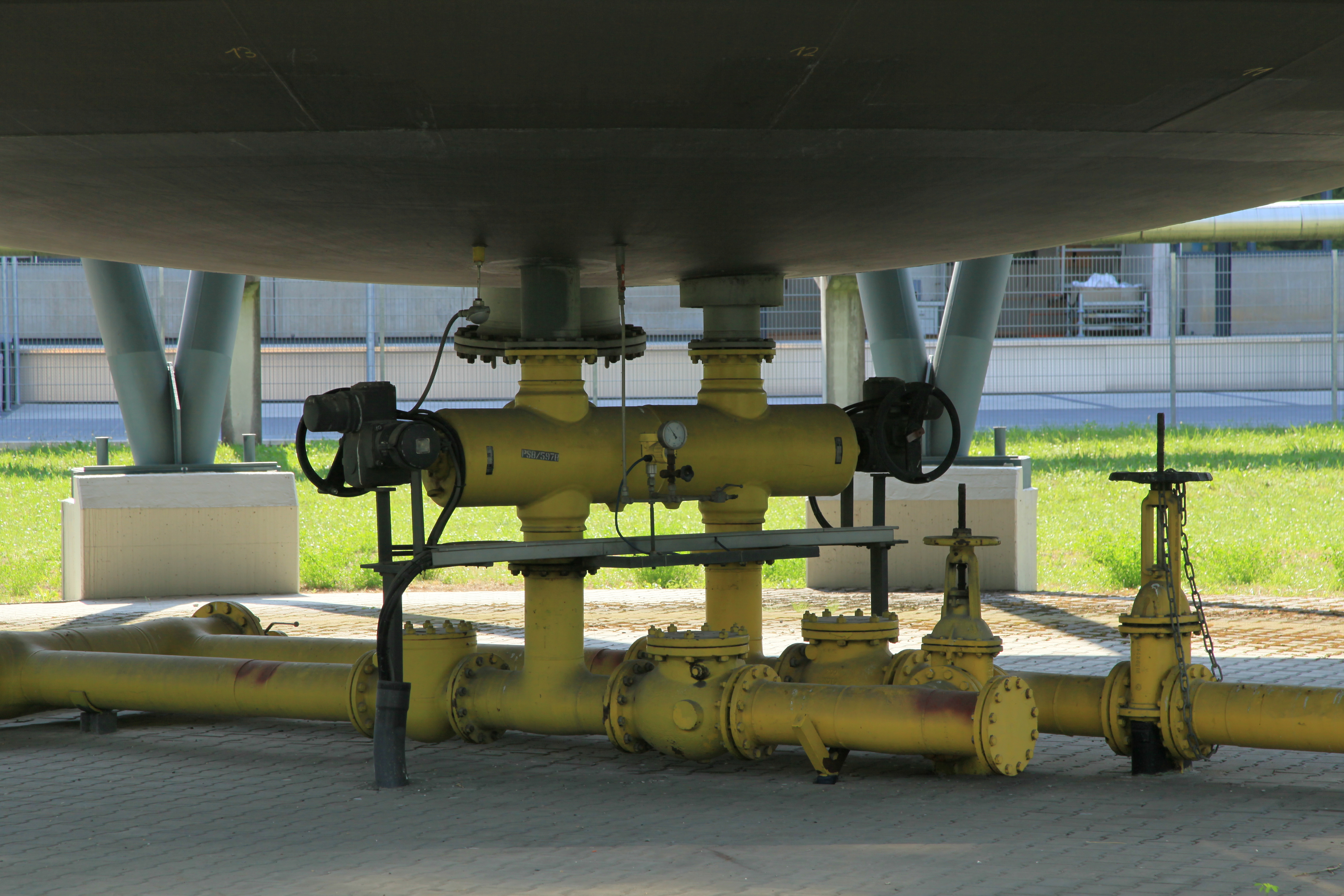
Armaturen unter einem Kugelgasbehälter

Während Kugelgasbehälter für mittlere Volumina optimal sind – etwa für den Gasbedarf von Kommunen oder der Industrie, verwendet man für die Speicherung sehr großer Gasmengen Hochdruck-Speicher mit Drücken von etwa 100 bar (im Boden verlegte Röhrenspeicher, tiefgelegene Kavernen und Untergrundspeicher in ausgeförderten Öl- oder Gaslagerstätten).